# Elecciones estatales de Guerrero de 2021
Las elecciones estatales de Guerrero de 2021 se llevaron a cabo el domingo 6 de junio de 2021 y en ellas se renovaron los titulares de los siguientes cargos de elección popular del estado mexicano de Guerrero:
- Gobernador de Guerrero: Titular del Poder Ejecutivo del estado, electo para un periodo de seis años, sin derecho a reelección. La candidata electa fue Evelyn Salgado Pineda.
- 46 diputados estatales: 28 diputados electos por mayoría relativa y 18 designados mediante representación proporcional para integrar la LXIII Legislatura.
- 80 ayuntamientos: Compuestos por un presidente municipal, un síndico y sus regidores. Electos para un periodo de tres años.

## Organización

### Partidos
En las elecciones estatales tienen derecho a participar diez partidos políticos con registro nacional: Partido Acción Nacional (PAN), Partido Revolucionario Institucional (PRI), Partido de la Revolución Democrática (PRD), Partido del Trabajo (PT), Partido Verde Ecologista de México (PVEM), Movimiento Ciudadano (MC), Movimiento Regeneración Nacional (MORENA), Partido Encuentro Solidario (PES), Fuerza por México (FPM) y Redes Sociales Progresistas (RSP).

### Proceso electoral
La campaña electoral para la gubernatura inicia el 5 de marzo de 2021, mientras que las campañas para las diputaciones inician el 4 de abril y para los ayuntamientos el 24 de abril. El periodo de campañas concluye el 2 de junio. La votación está programada para celebrarse el 6 de junio de 2021, de las 8 de la mañana a las 6 de la tarde, en simultáneo con las elecciones federales. Se estima que el computo final de resultados se publique el 13 de junio.

### Distritos electorales
Para la elección de diputados de mayoría relativa del Congreso del Estado de Guerrero, el estado se divide en 28 distritos electorales.
| Distrito | Cabecera     | Municipios | Mapa | Distrito         | Cabecera         | Municipios |
| -------- | ------------ | ---------- | ---- | ---------------- | ---------------- | ---------- |
| 1        | Chilpancingo | 1          |      | 15               | San Luis Acatlán | 7          |
| 2        | Chilpancingo | 1          | 16   | Ometepec         | 3                |            |
| 3        | Acapulco     | 1          | 17   | Coyuca           | 4                |            |
| 4        | Acapulco     | 1          | 18   | Pungarabato      | 5                |            |
| 5        | Acapulco     | 1          | 19   | Eduardo Neri     | 3                |            |
| 6        | Acapulco     | 1          | 20   | Teloloapan       | 7                |            |
| 7        | Acapulco     | 1          | 21   | Taxco de Alarcón | 3                |            |
| 8        | Acapulco     | 2          | 22   | Iguala           | 1                |            |
| 9        | Acapulco     | 1          | 23   | Huitzuco         | 6                |            |
| 10       | Técpan       | 3          | 24   | Tixtla           | 5                |            |
| 11       | Zihuatanejo  | 3          | 25   | Chilapa          | 2                |            |
| 12       | Zihuatanejo  | 3          | 26   | Atlixtac         | 6                |            |
| 13       | San Marcos   | 3          | 27   | Tlapa            | 7                |            |
| 14       | Ayutla       | 4          | 28   | Tlapa            | 9                |            |

## Candidaturas y coaliciones

### Partido Acción Nacional
El Partido Acción Nacional (PAN) decidió no presentarse en coalición en las elecciones estatales, a diferencia de lo acordado a nivel federal. El partido registró a tres aspirantes para la candidatura a la gubernatura: Irma Lilia Garzón Bernal, directora de la comisión de agua del ayuntamiento de Chilpancingo; Victoria Escuen Ávila, consejera nacional del partido y Adalid García, aspirante externo al partido. El 1 de marzo de 2021 el partido registró a Irma Garzón como su candidata para la gubernatura. El 29 de mayo Irma Garzón declinó su candidatura en favor de Mario Moreno, candidato de la coalición «Va por Guerrero».

### Va por Guerrero
En noviembre de 2020 el Partido Revolucionario Institucional (PRI) y el Partido de la Revolución Democrática (PRD) acordaron postular candidatos comunes en las elecciones estatales. Para la candidatura a gobernador se decidió hacer la selección a través de una encuesta entre aspirantes de ambos partidos. El 17 de noviembre, el dirigente nacional del PRD, Jesús Zambrano Grijalva, anunció como aspirante a la candidatura por parte de su partido a Evodio Velázquez Aguirre, expresidente municipal de Acapulco.
Por parte del PRI, partido en el gobierno, se presentaron tres aspirantes para la candidatura a gobernador: El senador Manuel Añorve Baños, expresidente municipal de Acapulco y excandidato del partido a la gubernatura en las elecciones de 2011; El secretario de desarrollo social del estado, Mario Moreno Arcos, quien renunció al cargo para buscar la nominación; Y el diputado local y ex secretario de finanzas, Héctor Apreza Patrón. El 11 de enero de 2021, el partido seleccionó a Mario Moreno Arcos como su propuesta de candidato a gobernador para la coalición.
La encuesta para seleccionar al candidato de la coalición se realizó los días 6 y 7 de febrero a través de tres empresas demoscópicas. Los resultados del sondeó fueron anunciados el 11 de febrero por los dirigentes de ambos partidos. Mario Moreno Arcos, postulado por el PRI, resultó seleccionado como candidato a gobernador por parte de la coalición.

### Juntos hacemos historia
El Partido del Trabajo (PT) y el Partido Verde Ecologista de México (PVEM) conformaron la coalición «Juntos hacemos historia» para presentarse en las elecciones estatales. Ambos partidos rechazaron integrar a Morena debido a desacuerdos con la postulación de Félix Salgado Macedonio para la gubernatura. El 26 de febrero de 2021 la coalición registró al empresario Pedro Segura Valladares como su candidato para la gubernatura de Guerrero.

### Morena
En Morena se presentaron ocho aspirantes a la candidatura a la gubernatura del estado: el diputado federal Rubén Cayetano García; el secretario General del partido en el estado, Marcial Rodríguez Saldaña; la presidenta municipal de Acapulco, Adela Román Ocampo; el excandidato a gobernador por el Partido Humanista en las elecciones de 2015, Alberto López Rosas; el senador, Félix Salgado Macedonio; el excandidato de Morena a gobernador en 2015, Pablo Amílcar Sandoval; el excandidato a gobernador por Movimiento Ciudadano en 2015, Luis Walton; y Beatriz Mojica Morga, expresidente estatal del PRD y candidata a gobernadora en las elecciones de 2015. El 30 de diciembre, el dirigente de Morena, Mario Delgado Carrillo, anunció a Félix Salgado Macedonio como candidato del partido para la gubernatura.
Inicialmente, Morena había acordado una alianza con el Partido del Trabajo (PT) y el Partido Verde Ecologista de México (PVEM) para presentarse en conjunto en las elecciones estatales. Sin embargo. la coalición fue criticada por militantes y simpatizantes de Morena, así como por varios dirigentes estatales del partido. Por lo que el 11 de diciembre de 2020 se decidió disolver la coalición, presentándose Morena en solitario en las elecciones estatales.
Durante 2020, y tras la nominación de Félix Salgado Macedonio para la gubernatura, se hizo pública la existencia de dos denuncias en su contra por violación: Una presuntamente cometida en 1998 en contra de una menor y la otra en 2016 en contra de una reportera de La Jornada de Guerrero mientras él era director del periódico. En respuesta a las denuncias, Salgado consideró que «Si hay una denuncia en mi contra, que se investigue», negándose a renunciar a la candidatura. El 26 de febrero de 2021 la Comisión Nacional de Honor y Justicia del partido consideró que «los agravios fincados a Félix Salgado Macedonio son improcedentes e infundados», permitiéndole seguir siendo militante del partido. Sin embargo, la comisión también pidió que se realizara nuevamente el proceso de selección interna para definir al candidato del partido para la gubernatura.
El partido decidió realizar una segunda encuesta entre militantes y simpatizantes para seleccionar a su candidato entre siete aspirantes: el primer candidato postulado por el partido, Félix Salgado Macedonio; la senadora Nestora Salgado; la antigua dirigente del PRD, Beatriz Mojica Morga; la presidenta municipal de Acapulco, Adela Román Ocampo; el expresidente municipal de Acapulco, Luis Walton; la expresidente municipal de Atoyac de Álvarez, María Núñez; y la secretaria de diversidad del partido, Esther Gómez. Como resultado del ejercicio demoscópico, Félix Salgado Macedonio volvió a ser seleccionado como el aspirante más idóneo para la candidatura. El 12 de marzo el partido ratificó la postulación de Salgado para la gubernatura.
El 24 de marzo la Unidad de Fiscalización del Instituto Nacional Electoral (INE) propuso anular la candidatura de Félix Salgado Macedonio debido a que no reportó sus gastos de precampaña. En respuesta, Salgado declaró que «mi partido, Morena, nunca registró ante la autoridad electoral ningún proceso interno», planteando que al no existir precampaña tampoco había gastos que reportar. Al día siguiente el Consejo General del INE determinó revocarle la candidatura. El 30 de marzo Salgado Macedonio impugnó la decisión ante el Tribunal Electoral del Poder Judicial de la Federación. El tribunal determinó el 9 de abril que el INE debía revaluar la sanción tomando en consideración los argumentos presentados por Salgado para su defensa. El 13 de abril de 2021, en la sesión extraordinaria llevada a cabo para dar cumplimiento a la resolución del TEPJF, el Consejo General del INE confirmó la sanción con 6 votos a favor y 5 en contra.
Tras la anulación de la candidatura de Félix Salgado, Morena decidió seleccionar a un nuevo candidato para la gubernatura mediante una encuesta en la que participan cuatro personas: Evelyn Salgado, hija de Félix Salgado; la senadora Nestora Salgado; la expresidente municipal de Atoyac de Álvarez, María Núñez; y la secretaria de diversidad sexual del partido, Araceli Gómez.

### Otras candidaturas
El partido Movimiento Ciudadano (MC) consideró no postular a ningún candidato a la gubernatura debido a que no se presentó ningún aspirante a pedir la nominación. El 28 de febrero de 2021 la dirigencia estatal del partido registró a la exdiputada federal Ruth Zavaleta como su candidata para la gubernatura. El 1 de marzo el partido Redes Sociales Progresistas (RSP) registró ante el Instituto Electoral y de Participación Ciudadana de Guerrero al líder sindical Ambrosio Guzmán Juárez como su candidato para la gubernatura. El mismo día el Partido Encuentro Solidario registró a la dirigente del partido en Acapulco, Dolores Huerta Valdovinos, como su candidata para la gubernatura. Y el partido Fuerza por México presentó como su candidato a Manuel Negrete, exfutbolista y alcalde de Coyoacán, en la Ciudad de México.

## Encuestas para la gubernatura

### Por partido político
| Encuestadora          | Fecha                      |       |        |       |        |      | Otros  | Ninguno/No sabe |
| --------------------- | -------------------------- | ----- | ------ | ----- | ------ | ---- | ------ | --------------- |
| Encuestadora          | Fecha                      |       |        |       |        |      | Otros  | Ninguno/No sabe |
| Campaigns & Elections | noviembre de 2019          | 5%    | 17%    | —     | 38%    | —    | 8%     | 31%             |
| Campaigns & Elections | febrero de 2020            | 10%   | 16%    | —     | 42%    | —    | 5%     | 28%             |
| Massive Caller        | 23 de abril de 2020        | 5.8%  | 17.6%  | 4.1%  | 42.6%  | —    | 4.9%   | 25.0%           |
| Demoscopia digital    | 2 de mayo de 2020          | 4.30% | 16.20% | 5.80% | 44.60% | —    | 5.90%  | 13.20%          |
| Analítica media       | 29 de mayo de 2020         | 3.1%  | 24.9%  | 11.3% | 33.5%  | —    | 3.5%   | 23.7%           |
| Campaigns & Elections | junio de 2020              | 11%   | 18%    | —     | 56%    | —    | 15%    | —               |
| Massive Caller        | 23 de julio de 2020        | 7.9%  | 13.7%  | 6.4%  | 41.7%  | 4.9% | 3.0%   | 22.4%           |
| Demoscopia digital    | 1 y el 2 de agosto de 2020 | 3.83% | 14.85% | 6.14% | 41.94% | —    | 9.40%  | 23.84%          |
| Campaigns & Elections | agosto de 2020             | 7%    | 21%    | 5%    | 56%    | —    | 11%    | —               |
| Demoscopia digital    | 4 de octubre de 2020       | 5.84% | 13.28% | 6.17% | 44.18% | —    | 10.37% | 20.16%          |
| Campaigns & Elections | 30 de octubre de 2020      | 24%   | 13%    | 11%   | 50%    | —    | 2%     | —               |
| Demoscopia digital    | 12 de noviembre de 2020    | 4.36% | 14.04% | 6.48% | 41.76% | —    | 3.05%  | 21.48%          |
| Enkoll                | 23 de noviembre de 2020    | 2%    | 15%    | 6%    | 51%    | 3%   | 1%     | 17%             |
| El Financiero         | 15 de diciembre de 2020    | 9%    | 13%    | 2%    | 38%    | —    | 7%     | 31%             |

### Por candidato
| Encuestadora                                 | Fecha                    | M. Moreno | F. Salgado | Otros  | Ninguno/No sabe |
| -------------------------------------------- | ------------------------ | --------- | ---------- | ------ | --------------- |
| Encuestadora                                 | Fecha                    |           |            | Otros  | Ninguno/No sabe |
| Demoscopia digital                           | 1 de febrero de 2021     | 25.6%     | 34.1%      | 13.4%  | 26.9%           |
| Campaigns & Elections                        | 7 de febrero de 2021     | 35%       | 47%        | 9%     | 9%              |
| Opinión pública                              | 8 de febrero de 2021     | 17.3%     | 42.3%      | 19%    | 21.5%           |
| Massive Caller                               | 15 de febrero de 2021    | 24.9%     | 39.3%      | 12.9%  | 22.9%           |
| Campaigns & Elections                        | 22 de febrero de 2021    | 32%       | 45%        | 7%     | 16%             |
| Massive Caller                               | 22 de febrero de 2021    | 27.4%     | 35.6%      | 13.5%  | 23.5%           |
| Demoscopia digital                           | 26 de febrero de 2021    | 27.8%     | 31.5%      | 15.8%  | 24.9%           |
| Massive Caller                               | 1 de marzo de 2021       | 27.7%     | 36.6%      | 13.5%  | 22.2%           |
| Massive Caller                               | 8 de marzo de 2021       | 27.2%     | 38.2%      | 15.1%  | 19.5%           |
| Campaigns & Elections                        | 8 de marzo de 2021       | 39%       | 49%        | 6%     | 6%              |
| Demoscopia digital                           | 9 de marzo de 2021       | 25.2%     | 36.5%      | 16%    | 25.2%           |
| Massive Caller                               | 9 de marzo de 2021       | 29.1%     | 38%        | 14.7%  | 18.8%           |
| Opinión pública                              | 9 de marzo de 2021       | 24.2%     | 33.5%      | 14.6%  | 27.7%           |
| Massive Caller                               | 10 de marzo de 2021      | 29%       | 36.6%      | 18.8%  | 14.2%           |
| Massive Caller                               | 11 de marzo de 2021      | 30.3%     | 40.4%      | 14.4%  | 14.9%           |
| Massive Caller                               | 12 de marzo de 2021      | 30.4%     | 42.2%      | 15.5%  | 12%             |
| Massive Caller                               | 13 de marzo de 2021      | 28.3%     | 43%        | 15%    | 14.1%           |
| Massive Caller                               | 14 de marzo de 2021      | 28.9%     | 40.2%      | 17%    | 14%             |
| Massive Caller                               | 15 de marzo de 2021      | 29%       | 40.2%      | 14%    | 16.8%           |
| Massive Caller                               | 16 de marzo de 2021      | 28.8%     | 42.6%      | 17.8%  | 10.8%           |
| Massive Caller                               | 17 de marzo de 2021      | 30.3%     | 41.5%      | 14.8%  | 13.4%           |
| Poligrama                                    | 17 de marzo de 2021      | 22.58%    | 38.35%     | 16.93% | 22.14%          |
| Demoscopia digital                           | 18 de marzo de 2021      | 24.3%     | 35.2%      | 14.7%  | 25.8%           |
| Campaigns & Elections                        | 22 de marzo de 2021      | 36%       | 46%        | 6&     | 12%             |
| Massive Caller                               | 22 de marzo de 2021      | 31.2%     | 42.4%      | 16.6%  | 9.8%            |
| El INE anula la candidatura de Félix Salgado |                          |           |            |        |                 |
| Encuestadora                                 | Fecha                    | M. Moreno | Morena     | Otro   | Ninguno/No sabe |
| Encuestadora                                 | Fecha                    |           |            | Otro   | Ninguno/No sabe |
| México Elige                                 | 30 de marzo de 2021      | 28.5%     | 44.1%      | 14.5%  | 12.9%           |
| Campaigns & Elections                        | 5 de abril del 2021      | 39%       | 42%        | 8%     | 11%             |
| Heraldo Media Group                          | 5 de abril del 2021      | 24.6%     | 50.1%      | 15.5%  | 9.8%            |
| Massive Caller                               | 5 de abril del 2021      | 30.4%     | 45.4%      | 11.7%  | 12.5%           |
| El Financiero                                | 6 de abril del 2021      | 30%       | 45%        | 25%    | 0%              |
| Demoscopia Digital                           | 7 de abril del 2021      | 22.7%     | 39.5%      | 18.6%  | 19.2%           |
| Campaigns & Elections                        | 12 de abril del 2021     | 42%       | 44%        | 14%    | 0%              |
| Massive Caller                               | 12 de abril del 2021     | 30.8%     | 44.1%      | 10.4%  | 14.7%           |
| Demoscopia Digital                           | 17 de abril de 2017      | 26.6%     | 42.4%      | 13.1%  | 17.9%           |
| Massive Caller                               | 19 de abril del 2021     | 31%       | 41.5%      | 21.4%  | 16.1%           |
| Campaign & Elections                         | 19 de abril del 2021     | 44%       | 42%        | 6%     | 8%              |
| México Elige                                 | 27 de abril del 2021     | 29.8%     | 53.7%      | 8.4%   | 8.1%            |
| Campaigns & Elections                        | 25 de abril del 2021     | 42%       | 39%        | 13%    | 7%              |
| Massive Caller                               | 25 de abril del 2021     | 31.8%     | 42.2%      | 14.2%  | 11.6%           |
| Demoscopia digital                           | 27 de abril del 2021     | 29.2%     | 40.1%      | 13.3%  | 17.4%           |
| Morena postula a Evelyn Salgado              |                          |           |            |        |                 |
| Encuestadora                                 | Fecha                    | M. Moreno | E. Salgado | Otros  | Ninguno/No sabe |
| Encuestadora                                 | Fecha                    |           |            | Otros  | Ninguno/No sabe |
| Heraldo Media Group                          | 3 de mayo del 2021       | 27.7%     | 42.1%      | 18.2%  | 12%             |
| El Financiero                                | 3 de mayo del 2021       | 30%       | 34%        | 36%    | 0%              |
| Massive Caller                               | 3 de mayo del 2021       | 32.4%     | 42%        | 14.4%  | 8.6%            |
| Demoscopia digital                           | 7 de mayo del 2021       | 32.1%     | 42.7%      | 11%    | 14.2%           |
| Campaigns & Elections                        | 10 de mayo del 2021      | 46%       | 37%        | 9%     | 8%              |
| Massive Caller                               | 10 de mayo del 2021      | 31.2%     | 45.8%      | 12.9%  | 10.1%           |
| Demoscopia digital                           | 12 de mayo del 2021      | 33.6%     | 43.1%      | 11.6%  | 11.7%           |
| Poligrama                                    | 7 al 13 de mayo del 2021 | 29.7%     | 50.42%     | 10.11% | 9.77%           |
| Arias Consultores                            | 14 de mayo del 2021      | 27.9%     | 38.2%      | 8.2%   | 25.7%           |
| Campaigns & Elections                        | 17 de mayo del 2021      | 46%       | 40%        | 7%     | 7%              |
| Demoscopia Digital                           | 17 de mayo del 2021      | 33.8%     | 45.5%      | 11.3%  | 9.4%            |
| Massive Caller                               | 17 de mayo del 2021      | 32.4%     | 40.1%      | 16%    | 11.5%           |
| México Elige                                 | 19 de mayo del 2021      | 35.7%     | 45.1%      | 10.9%  | 8.3%            |
| FactoMétrica                                 | 19 de mayo del 2021      | 30.4%     | 48.3%      | 14%    | 7.3%            |
| Demoscopia Digital                           | 22 de mayo del 2021      | 32.9%     | 42.8%      | 14.9%  | 9.8%            |
| GII360                                       | 24 de mayo del 2021      | 23%       | 57%        | 11%    | 9%              |
| Demoscopia Digital                           | 24 de mayo del 2021      | 33.6%     | 42.5%      | 12.4%  | 11.5%           |
| Massive Caller                               | 24 de mayo del 2021      | 32.9%     | 43.2%      | 11%    | 12.9%           |
| Latinus-Reforma                              | 27 de mayo del 2021      | 44%       | 44%        | 12%    | 0%              |
| Demoscopia Digital                           | 28 de mayo del 2021      | 33.2%     | 41.4%      | 14.3%  | 11.1%           |
| Heraldo Media Group                          | 28 de mayo del 2021      | 35.5%     | 45.6%      | 16.5%  | 2.4%            |
| Demoscopia Digital                           | 30 de mayo del 2021      | 40.7%     | 42.8%      | 9.1%   | 7.4%            |
| Massive Cakler                               | 31 de mayo del 2021      | 38.2%     | 45.9%      | 11.2%  | 4.7%            |
| Arias Consultores                            | 31 de mayo del 2021      | 27.7%     | 52.7%      | 8.7%   | 10.8%           |
| Demoscopia Digital                           | 1 de junio del 2021      | 37.5%     | 43.1%      | 10%    | 9.4%            |
| FactoMétrica                                 | 1 de junio del 2021      | 31.1%     | 50.3%      | 18.6%  | —               |
| Poligrama                                    | 1 de junio del 2021      | 38.08%    | 49.06%     | 7.01%  | 5.85%           |
| PollsMX                                      | 2 de junio del 2021      | 32.2%     | 44.2%      | 11.2%  | —               |

## Resultados

### Gobernador
1. ↑  Declinó en favor de Mario Moreno.[8]
2. ↑  Declinó en favor de Mario Moreno.[8]
3. ↑  Declinó en favor de Evelyn Salgado.[116]
4. ↑  Declinó en favor de Evelyn Salgado.[117]

### Congreso del Estado de Guerrero
|  | 38.04 % |

|  | 25.55 % |

|  | 13.08 % |

|  | 4.27 % |

|  | 3.91 % |

|  | 3.66 % |

|  | 2.80 % |

|  | 2.01 % |

|  | 1.67 % |

|  | 1.25 % |

|  | 3.70 % |

|  | 0 % |

### Ayuntamientos
|  | 35.73 % |

|  | 32.93 % |

|  | 7.73 % |

|  | 6.95 % |

|  | 4.51 % |

|  | 3.77 % |

|  | 3.59 % |

|  | 1.99 % |

|  | 1.88 % |

|  | 0.78 % |

|  | 0.08 % |

|  | 96.44 % |

|  | 3.56 % |